# Aksakal

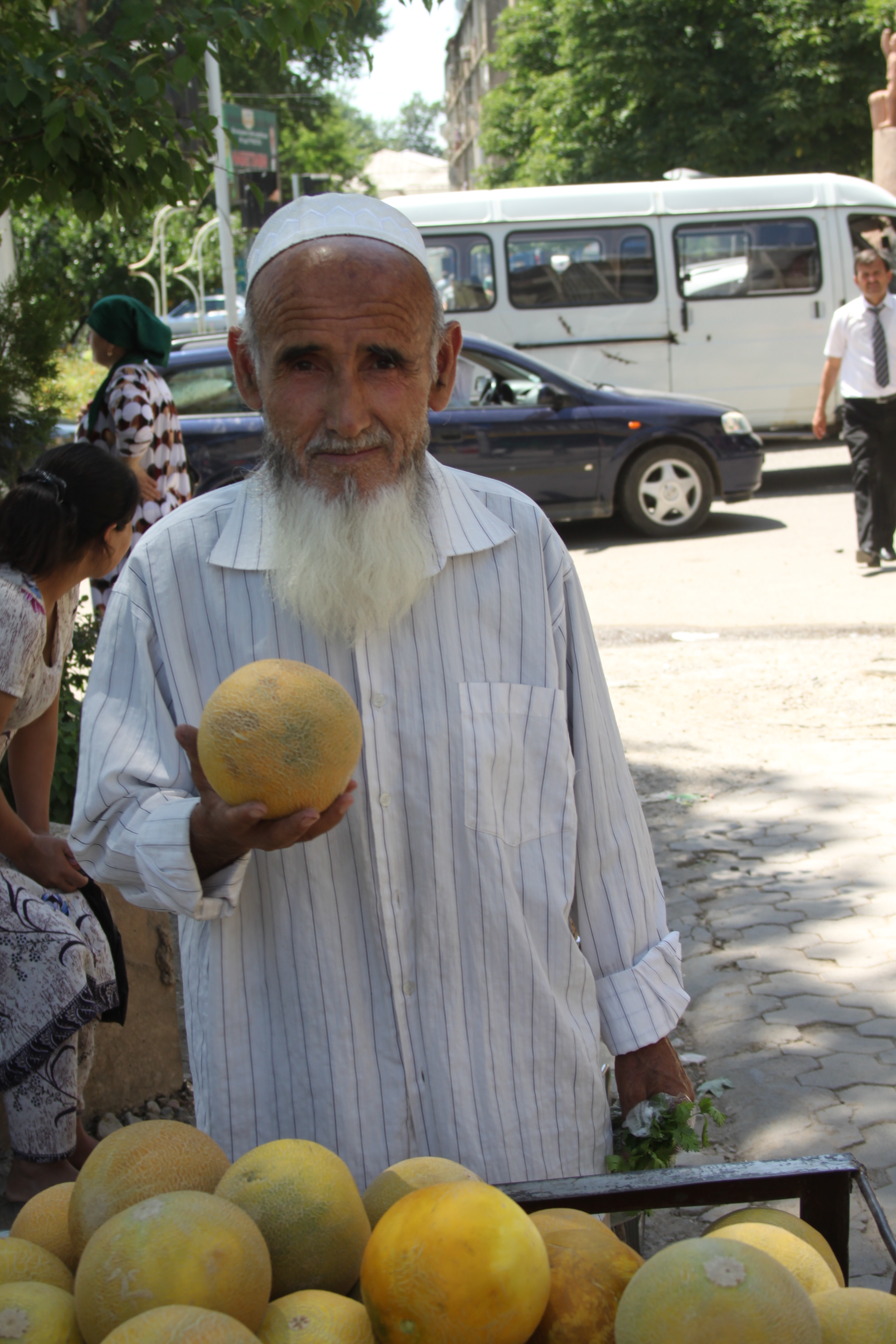
Ein Aksakal in Duschanbe

Ein Aksakal (auch: axakal, aqsaqal; deutsch: Weißer Bart) ist in der zentralasiatischen und kaukasischen Tradition eine Person, die in ihrer Dorfgemeinschaft besonders respektiert wird und daher als Schlichter, Organisator und Kulturvermittler fungiert. Ein Aksakal ist oft auch der Dorfälteste, was bereits in dem Begriff anklingt.

## Tradition
Der Aksakal ist in Zentralasien und im Kaukasus bereits seit vielen Jahrhunderten bekannt und spielt eine wichtige Rolle in der gesellschaftlichen Organisation. Dabei ist zu beachten, dass ein Aksakal keine formal festgeschriebene Macht ausübt, sondern lediglich über Ansehen und Respekt in der Dorfgemeinschaft in seiner Position legitimiert wird. Aksakal gelten allgemein als erfahren und weise, weshalb sie auch in Schlichtungsverfahren angerufen werden. Hierbei berufen sie sich seltener auf geschriebenes Gesetz, als auf eine fundamentale Weltanschauung, die der Bewertung von Konflikten zugrunde liegt.
Auch der Austausch zwischen den Aksakal mehrerer Dorfgemeinschaften hat Tradition. So ist es üblich, dass sich mehrere Aksakal regelmäßig treffen, um sich über lokale Themen auszutauschen.

## Moderne
In der Moderne hat die Tradition des Aksakals in verändertem Maße Bestand. Die zentralistischen Strukturen der Staaten, in denen die Dörfer mit einer langen Tradition des Aksakals heute liegen, sorgen für ständige Konflikte zwischen den Aksakal und den staatlichen Autoritäten. Es wird vor allem in Zentralasien versucht, dieser Entwicklung durch die Einbindung der Aksakal in staatliche Institution entgegenzuwirken. Beispielsweise gibt es in Kirgisistan Aksakal-Gerichte, an denen Aksakal auf traditionelle Weise nach ihrer Weltanschauung Recht sprechen. Ähnliche Mechanismen zur Einbindung der Aksakal in die Rechtsprechung gibt es in Turkmenistan, Tadschikistan, Usbekistan und Kasachstan.
Ein Problem der Aksakal-Tradition in der Moderne liegt in der Manipulation und der Bestechung von Aksakal, beispielsweise durch staatliche Verantwortliche. Diese Thematik geht so weit, dass sie den Aksakal den Spottnamen Akshakal (deutsch: Weißer Schakal) eingebracht hat.